# Left loop
Un left-loop è una struttura algebrica usata in matematica.

## Definizione
Un left-loop è una struttura algebrica che consiste di un insieme non vuoto {\displaystyle L} dotato di un'operazione binaria
{\displaystyle (\cdot ):L\times L\longrightarrow L}
tale che:
1. esiste un elemento {\displaystyle 1_{L}}, detto neutro, tale che {\displaystyle 1_{L}\cdot a=a\cdot 1_{L}} per ogni {\displaystyle a\in L};
2. l'equazione {\displaystyle a\cdot x=b} ha un'unica soluzione {\displaystyle x\in L}.

## Costruzione di left-loop

### Sezione di un gruppo

#### Definizione
Siano {\displaystyle G} un gruppo ed {\displaystyle H} un suo sottogruppo. Una sezione di {\displaystyle G} relativamente ad {\displaystyle H} è un'applicazione
{\displaystyle \sigma :G/H\longrightarrow G,}
dove {\displaystyle G/H} è la famiglia delle classi laterali sinistre di {\displaystyle G} modulo {\displaystyle H}, tale che:
1. {\displaystyle \sigma (G/H)} è un insieme di rappresentanti di classi laterali sinistre;
2. {\displaystyle \sigma (H)=1_{G}}.

Inoltre l'immagine {\displaystyle L:=\sigma (G/H)} della sezione prende il nome di trasversale (sinistro) di {\displaystyle G/H}. Va osservato che la 1. è equivalente alla condizione
{\displaystyle \pi \circ \sigma (gH)=gH,\quad \forall g\in G,}
dove {\displaystyle \pi :G\to G/H} è la proiezione canonica del gruppo {\displaystyle G} sul quoziente {\displaystyle G/H}.

#### Teorema 1
Siano {\displaystyle G} un gruppo, {\displaystyle H} un sottogruppo di {\displaystyle G} e {\displaystyle \sigma } una sezione di {\displaystyle G/H}, allora {\displaystyle L:=\sigma (G/H)} è un left loop rispetto l'operazione
{\displaystyle a\cdot b:=\sigma (abH)\quad (a,b\in L).}
Dimostrazione
L'identità {\displaystyle 1_{G}} sta in {\displaystyle L} poiché esso è un trasversale di {\displaystyle G/H}, dunque basta far vedere che l'equazione sinistra
{\displaystyle a\cdot x=b,\quad (1)}
ha un'unica soluzione in {\displaystyle L.}
L'elemento {\displaystyle \sigma (a^{-1}bH)} è una soluzione di (1), poiché
{\displaystyle a\cdot \sigma (a^{-1}bH)=\sigma (a\sigma (a^{-1}bH)H)=\sigma (aa^{-1}bH)=\sigma (bH)=b.}
Supponiamo che
{\displaystyle a\cdot x=a\cdot y,}
per qualche {\displaystyle x,y\in L}, allora
{\displaystyle a\cdot x=a\cdot y\Leftrightarrow \sigma (a\cdot xH)=\sigma (a\cdot yH)\Rightarrow \sigma (a\cdot xH)H=\sigma (a\cdot yH)H\Rightarrow }
{\displaystyle \Rightarrow axH=ayH\Rightarrow xH=yH\Rightarrow x=y.}

#### Teorema 2
Siano {\displaystyle G} un gruppo, {\displaystyle H} un sottogruppo ed {\displaystyle \sigma :G/H\to G} una sezione con {\displaystyle \sigma (H)=1_{G}}. Il left-loop definito su {\displaystyle L=\sigma (G/H)} rispetto l'operazione
{\displaystyle a\cdot b:=\sigma (abH)\quad (a,b\in L).}
è un loop se e solo se {\displaystyle L} è trasversale sinistro per ogni spazio omogeneo {\displaystyle G/H^{g}}, {\displaystyle g\in G}.